# Jens Christian Clausen
Jens Christian Clausen (1891-1969) fue un botánico y genetista danés, nacionalizado estadounidense en 1943. 
Nació en Eskilstrup, un pueblo a 45 km de Copenhague, era hijo de agricultores. Se dedicó a las tareas agrícolas hasta los 22 años, momento en el que entró a la Universidad de Copenhague. Entre 1910 y 1920, también se dedicó a la enseñanza del idioma danés en escuelas secundarias. Contrajo matrimonio en 1921 y comenzó, ese mismo año, a investigar en el Departamento de Genética del Real Colegio de Agricultura y Veterinaria de Copenhague. 
Clausen fue uno de los primeros genetistas en reconocer formalmente que la apomixis, particularmente la apomixis facultativa, no necesariamente conduce a una pérdida de variabilidad genética y de potencial evolutivo de las especies que presentan este particular modo de reproducción. Utilizando una analogía entre el proceso adaptativo y la producción a gran escala de automóviles, Clausen arguyó que una combinación de sexualidad (que permite la producción de nuevos genotipos) y de apomixis (que permite la producción ilimitada de los genotipos más adaptados) podría incrementar, más que disminuir, la capacidad de una especie para el cambio adaptativo.

## Distinciones y honores
- 1949: Medalla de Botánica "Mary Soper Pope", Instituto Cranbrook de Ciencia.
- 1956 Certificado de Mérito, Botanical Society of America (Sociedad de Botánica de Estados Unidos)
- 1956 Presidente, Sociedad para el Estudio de la Evolución.
- 1959 Miembro, National Academy of Sciences (Academia nacional de ciencias de Estados Unidos)
- 1959 Miembro, Royal Danish Academy of Science and Letters (Real academia danesa de ciencias y letras)
- 1959 Miembro de la Academia de Ciencias de California y de la American Association

for the Advancement of Science (Asociación americana para el avance de la ciencia)
- 1961 Nombrado Caballero de Dannebrog por el Rey Federico IX de Dinamarca.
- 1961 Miembro honorario, Botanical Society of Edinburgh, Sociedad de Botánica de Edimburgo.
- 1961 Miembro, American Academy of Arts and Sciences (Academia estadounidense de Artes y Ciencias)
- 1961 Miembro, Royal Swedish Academy of Science, (Real academia sueca de ciencia)

## Algunas publicaciones
- Studies on the collective species Viola tricolor L. Preliminary notes. Bot. Tidsskr., 37:205-21. 1922.
- Studies on the collective species Viola tricolor L. II. Bot. Tidsskr., 37:363-416. 1923
- The variation of the wild pansy. Nat. Verden (Copenhagen), 218-36. 1924
- Increase of chromosome numbers in Viola experimentally induced by crossing. Hereditas, 5:29—32. 1926
- Genetical and Cytological Investigations on Viola tricolor L. and V. arvensis. Murr. Dissertation, University of Copenhagen, III—IV: 1-156. (También en: Hereditas, 8:1-156.)1927
- Non-Mendelian inheritance in Viola. Hereditas, 9:245-56.
- Chromosome number and the relationship of species in the genus Viola. Ann. Bot. (London), 41:677-714.
- The origin of cultivated pansies. Dan. Garden J., 3:17—18, 40—41.
- The chromosomes as carriers of the hereditary units. Frem, 777—85.
- Has there been an evolution? Frem, 202—208.
- How do natural variations originate? Frem, 266-74. 1928
- Evolution by hybridization between species. Frem, 332-36, 459-63. 1928
- con D. D. Keck y W. M. Hiesey. The concept of species based on experiment. Am. J. Bot., 26:103—6. 1938
- con D. D. Keck y W. M. Hiesey. Heredity of geographically and ecologically isolated races. Am. Nat., 81:114-33, 1947.
- Evolution in Crepis. Evolution, 3:185—88, 1949.
- Partial apomixis as an equilibrium system in evolution. Caryologia (Suppl. vol.), 6:469-79, 1954.
- Introgression facilitated by apomixis in polyploid Poa. Euphytica, 10:87-94. 1961.
- Con R. B. Channell y Uzi Nur. Viola rafinesquii, the only Melanium violet native to North America. Rhodora, 66:32-41, 1964.
- Biosystematic consequences of ecotypic and chromosomal differentiation. Taxon, 16:271-79.
- Clusters of tree species on both sides of the Pacific. Carnegie Inst. Washington Yearb., 66:234-42.

- La abreviatura «J.C.Clausen» se emplea para indicar a Jens Christian Clausen como autoridad en la descripción y clasificación científica de los vegetales.[2]